# Димитър Павлов
Вижте пояснителната страница за други личности с името Димитър Павлов.
Димитър Николов Павлов е български офицер, вицеадмирал (генерал-лейтенант) и политик от БСП.

## Биография
Роден е на 7 септември 1937 г. във варненското село Кичево. Първоначално завършва Нахимовското училище. През 1959 година завършва във Варна Висшето военноморско училище и оттогава членува в БКП. Започва службата си на борба на преследвач на подводници (ОД) в Балчик. Служи и в първи отделен дивизион противолодъчни кораби във Военноморска база Варна. Впоследствие е началник-щаб и командир на дивизиона. През 1963 г. е вербуван за агент и резидент от III управление (военно контраразузнаване) на Държавна сигурност с псевдоним Стойчев. Снет е от действащия оперативен отчет през 1965 г.
През 1974 година завършва Военноморска академия в Ленинград. Преминава курсове в Каспийското висше военноморско училище в Баку, във Военноморското училище за подводно плаване и във Военноморската академия в Ленинград. Бил е помощник-командир и командир на боен кораб (проект 50), началник-щаб на и заместник-командир на Военноморска база Варна (1982 – 1986). През 1984 г. е заместник-командир на пета обединена ескадра в Средиземно море. Отделно е бил командир на Военноморска база Бургас от 1987 до 1988 г. В периода септември 1988 – август 1990 година е заместник-командир на Военноморския флот на България.
През 1990 година става вицеадмирал, а от 1990 до 1992 година е командващ Военноморските сили. От 1992 до 1993 г. е заместник-началник на Инспектората на въоръжените сили за Военноморските сили. През януари 1993 година излиза в запаса. Между 20 май и 17 октомври 1994 е заместник-министър на отбраната по военнополитическите въпроси, а от 18 октомври 1994 до 26 януари 1995 е заместник-министър на отбраната по административните, правните и социалните въпроси. След това до 1997 е министър на отбраната.

## Военни звания
- Лейтенант (5 септември 1959)
- Старши лейтенант (30 август 1962)
- Капитан-лейтенант (12 октомври 1966)
- Капитан III ранг (28 септември 1971)
- Капитан II ранг (18 септември 1976)
- Капитан I ранг (5 септември 1982)
- Контраадмирал (4 септември 1989)
- Вицеадмирал (15 август 1990)[5]